# رضا شیران خراسانی
رضا شیران خراسانی (متولد ۱۳۴۲ در مشهد)، نمایندهٔ حوزهٔ انتخابیهٔ مشهد و کلات در دورهٔ دهم مجلس شورای اسلامی است. وی توانست با کسب ۳۴۹٬۰۷۵ رای از مجموع ۱٬۰۷۱٬۵۶۱ رای معادل ۳۲٫۵۸٪ درصد آرا به بهارستان راه پیدا کند.